# Église Notre-Dame de Winksele
L'église Notre-Dame (Maria-Hemelvaartkerk en néerlandais) est une église d'origine romane située à Winksele, section de la commune belge de Herent dans la province du Brabant flamand.

## Historique
L'église a été bâtie au XIIe siècle en style roman-mosan.
Au XIIIe siècle, Winksele devint un centre de pèlerinage important : à cette époque, l'église fut assez fortement remaniée par l'adjonction d'un portail cintré à la base de la tour romane et par la réalisation d'une voûte d'ogive.
Le chœur gothique fut édifié au XIVe siècle.
La nef a subi des transformations au XVIIe siècle.
L'église est classée comme monument historique depuis le 25 mars 1938 et figure à l'inventaire du patrimoine immobilier de la Région flamande sous la référence 41893,.
Les derniers travaux de restauration ont eu lieu de 1966 à 1968.

## Architecture
|  |  |